# دهك علي أباد (علي أباد ملك)
دهك علي أباد (بالفارسية: دهک علی‌آباد) هي قرية تقع في إيران في قسم علي أباد ملك الريفي. يقدر عدد سكانها بـ 218 نسمة بحسب إحصاء 2016.